# UFC 113
UFC 113: Machida vs. Shogun 2 var en mixed martial arts-gala arrangerad av Ultimate Fighting Championship (UFC) i Montréal i Kanada den 8 maj 2010.

## Bakgrund
UFC 113 var organisationens tredje gala i Kanada, även de två tidigare hade hållits i Montréal. Huvudmatchen var en titelmatch i lätt tungvikt mellan den regerande mästaren Lyoto Machida (som var obesegrad) och utmanaren Mauricio "Shogun" Rua. Matchen var en returmatch från UFC 104 där Rua hade utmanat Machida om titeln. Machida försvarade då sin titel efter en domslut som många, däribland UFC:s vd Dana White, ansåg var felaktigt.
I welterviktsdivisionen möttes Josh Koscheck och Paul Daley i en match där en titelmatch stod på spel. Vinnaren skulle även få vara en av två coacher under den tolfte säsongen av UFC:s tv-serie The Ultimate Fighter där den andra coachen skulle vara Georges St. Pierre som var regerande mästare i weltervikt.

## Efterspel
I matchen mellan Daley och Koscheck delade Daley ut ett slag till Koscheck efter att domaren brutit matchen. Hans agerande blev hårt kritiserat, bland annat av Dana White som vid presskonferensen efter galan meddelade att "[Daley] aldrig kommer att gå en match i UFC igen".
White meddelade även att Kimbo Slice, som hade varit ett stort dragplåster för den tionde säsongen av The Ultimate Fighter, förmodligen skulle få sparken av organisationen efter sin förlust mot Matt Mitrione.

## Resultat

### Underkort
|  | Jason MacDonald | Mellanvikt                             | John Salter |  |
|  |                 | Segrare: TKO (skada) efter 2:42 rond 1 |             |  |

|  | Yushiyuki Yoshida     | Weltervikt                 | Mike Guymon |  |
|  | (27-30, 27-30, 27-30) | Segrare: enhälligt domslut |             |  |

|  | Tim Hague             | Tungvikt                   | Joey Beltran |  |
|  | (27-30, 26-30, 28-29) | Segrare: enhälligt domslut |              |  |

|  | TJ Grant              | Weltervikt                                                                                      | Johny Hendricks |  |
|  | (27-29, 27-29, 28-28) | Segrare: majoritetsbeslut. Grant fick ett poängs avdrag på grund av upprepade slag under bältet |                 |  |

|                                       | Marcus Davis | Weltervikt | Jonathan Goulet |  |
| Segrare: TKO (slag) efter 1:23 rond 2 |              |            |                 |  |

|                                                          | Joe Doerksen | Mellanvikt | Tom Lawlor |  |
| Segrare: Submission (rear-naked choke) efter 2:10 rond 2 |              |            |            |  |

### Huvudkort
|  | Patrick Côté | Mellanvikt                                               | Alan Belcher |  |
|  |              | Segrare: submission (rear-naked choke) efter 3:25 rond 2 |              |  |

|  | Kimbo Slice | Tungvikt                              | Matt Mitrione |  |
|  |             | Segrare: TKO (slag) efter 4:24 rond 2 |               |  |

|  | Sam Stout             | Lättvikt                   | Jeremy Stephens |  |
|  | (27-30, 28-29, 28-29) | Segrare: enhälligt domslut |                 |  |

|                            | Josh Koscheck         | Weltervikt | Paul Daley |  |
| Segrare: enhälligt domslut | (30–27, 30–27, 30–27) |            |            |  |

|  | Lyoto Machida (M) | Lätt tungvikt Titelmatch             | Mauricio Rua |  |
|  |                   | Segrare: KO (slag) efter 3:34 rond 1 |              |  |

## Bonusar
En bonus på $65 000 delas ut till Kvällens match, Kvällens knockout samt Kvällens submission.
- Kvällens match: Jeremy Stephens mot Sam Stout
- Kvällens knockout: Mauricio Rua
- Kvällens submission: Alan Belcher

### Webbkällor
- ”UFC 113 Results & Live Play-by-Play”. sherdog.com. http://www.sherdog.com/news/news/UFC-113-Results-amp-Live-Play-by-Play-24129. Läst 18 januari 2011.

### Fotnoter
1. 1 2  ”UFC 113 draws reported attendance of 17,647 for $3.27 million live gate”. mmajunkie.com. Arkiverad från originalet den 30 juni 2012. https://archive.is/20120630015353/http://mmajunkie.com/news/19063/ufc-113-draws-reported-attendance-of-17647-for-3-27-million-live-gate.mma. Läst 18 januari 2011.
2. ↑  ”UFC 113: Early reports suggest Montreal event garnered 520,000 PPV buys”. mmamania.com. http://www.mmamania.com/2010/5/24/1485627/ufc-113-early-reports-suggest. Läst 18 januari 2011.
3. ↑  ”TEN BOUTS NOW OFFICIAL FOR UFC 113 FIGHT CARD IN MONTREAL”. tsn.ca. Arkiverad från originalet den 25 maj 2012. https://archive.is/20120525133143/http://www.tsn.ca/mma/story/?id=314116. Läst 18 januari 2011.
4. ↑  ”UFC 104: Controversy reigns”. yahoo.com. http://sports.yahoo.com/mma/news?slug=dm-ufconeohfour111610. Läst 18 januari 2011.
5. ↑  ”Dana White: UFC 113's Paul Daley vs. Josh Koscheck winner gets title shot”. mmajunkie.com. Arkiverad från originalet den 25 maj 2012. https://archive.is/20120525133145/http://mmajunkie.com/news/19023/dana-white-ufc-113s-paul-daley-vs-josh-koscheck-winner-gets-title-shot.mma. Läst 18 januari 2011.
6. ↑  ”Georges St-Pierre, Josh Koscheck/Paul Daley winner to coach "The Ultimate Fighter 12"”. mmajunkie.com. Arkiverad från originalet den 25 maj 2012. https://archive.is/20120525015845/http://mmajunkie.com/news/19042/georges-st-pierre-josh-koscheckpaul-daley-winner-to-coach-the-ultimate-fighter-12.mma. Läst 18 januari 2011.
7. ↑  ”Dana White: Following cheap shot, UFC 113's Paul Daley won't fight in the UFC again”. mmajunkie.com. Arkiverad från originalet den 25 maj 2012. https://archive.is/20120525021130/http://mmajunkie.com/news/19061/dana-white-following-cheap-shot-ufc-113s-paul-daley-wont-fight-in-the-ufc-again.mma. Läst 18 januari 2011.
8. ↑  ”White: Slice ‘Probably’ Out the UFC’s Door”. sherdog.com. http://www.sherdog.com/news/news/White-Slice-Probably-Out-the-UFCs-Door-24361. Läst 18 januari 2011.
9. ↑  ”UFC 113 bonuses: Rua, Belcher, Stephens and Stout earn $65K awards”. mmajunkie.com. Arkiverad från originalet den 25 maj 2012. https://archive.is/20120525133141/http://mmajunkie.com/news/19060/ufc-113-bonuses-rua-belcher-stephens-and-stout-earn-65k-awards.mma. Läst 18 januari 2011.